# 다목적 모빌리티 시트 시스템
다목적 모빌리티 시트 시스템(영어: Multi-purpose mobility seat system)은 미래 모빌리티의 실내 환경을 고려한 시트 기술이다.

## 상세
2022년 4월 25일, 현대트랜시스가 개발했다. 다목적 모빌리티 시트 시스템은 이지 엑세스 모드, 차일드 케어 모드, 웰니스 서포트 모드 등 총 5가지로 나눠진다. 

### 이지 엑세스 모드
이지 엑세스 모드는 운전자의 승하차를 돕는 기술이다. 운전자가 차량 도어를 열면, 시트가 후방으로 이동하며 시트 쿠션이 높아지고, 등받이는 운전자 탑승 각도로 조절된다. 또한 시트 스위블 기능으로 시트를 45도 회전시켜 운전자 승하차 편리성을 높인다.

### 차일드 케어 모드
차일드 케어 모드는 1열 시트에 위치한 보호자가 2열 시트에 위치한 아이를 직접 보살필 수 있도록 돕는 기술이다. 유아용 카시트를 적용할 경우, 1열과 2열 시트 간의 거리를 줄이고 스위블 기능을 통해 마주볼 수 있는 각도를 형성한다. 또한 유아용 카시트 하단에 위치한 편의 모듈의 수납공간 및 UV-C 살균 기능이 추가 적용됐다.

### 웰니스 서포트 모드
웰니스 서포트 모드는 환자나 교통약자의 이동을 돕는 기술이다. 탑승자의 신체 상태를 실시간 파악하는 헬스 케어 기술이 적용됐다. 시트 내부와 암레스트에 적용된 생체 신호 감지 센서가 탑승자의 심박 수 및 호흡 상태를 파악한다. 이동 중 기록된 신체 상태 정보는 의료시설과 공유된다. 또한 탑승자의 신체적 특성에 따라 시트 쿠션 내 공기주머니를 통해 하중을 분산시키는 기능이 적용됐다.

### 개인화 모드
개인화 모드는 지향성 스피커를 통해 각 탑승자의 독립적인 사운드 공간을 연출하는 기술이다. 헤드레스트의 스피커와 대시보드의 초지향성 스피커, 2열 시트 공간의 초지향성 스피커가 적용됐다.

### VIP 모드
VIP 모드는 후석 탑승자의 편의성 향상에 초점을 둔 기술이다. 리클라이닝, 부위별 작동 가능한 통풍 및 마사지 기능 등이 적용됐다.

## 같이 보기
- 현대트랜시스
- 현대자동차그룹
- 자동차 시트